# FK Riteriai
Futbolo klubas Riteriai là một câu lạc bộ bóng đá tương đối mới của Litva, Vilnius. Chơi trong bộ phận ưu tú kể từ năm 2014.

## Thành tích
- A lyga (D1)

vị trí thứ hai (2): 2015, 2016
- Cúp bóng đá Litva

chung kết (1); 2016

## Mùa
| Mùa  | Trình độ | Liga       | Không gian | Liên kết ngoài |
| ---- | -------- | ---------- | ---------- | -------------- |
| 2010 | 3.       | Antra lyga | 4.         | [ 1 ]          |
| 2011 | 2.       | Pirma lyga | 4.         | [ 2 ]          |
| 2012 | 2.       | Pirma lyga | 4.         | [ 3 ]          |
| 2013 | 2.       | Pirma lyga | 3.         | [ 4 ]          |
| 2014 | 1.       | A lyga     | 4.         | [ 5 ]          |
| 2015 | 1.       | A lyga     | 2.         | [ 6 ]          |
| 2016 | 1.       | A lyga     | 2.         | [ 7 ]          |
| 2017 | 1.       | A lyga     | 3.         | [ 8 ]          |
| 2018 | 1.       | A lyga     | 3.         | [ 9 ]          |
| 2019 | 1.       | A lyga     | 3.         | [ 10 ]         |
| 2020 | 1.       | A lyga     | 6.         | [ 11 ]         |
| 2021 | 1.       | A lyga     | 6.         | [ 12 ]         |
| 2022 | 1.       | A lyga     | 5.         | [ 13 ]         |
| 2023 | 1.       | A lyga     | 10.        | [ 14 ]         |
| 2024 | 2.       | Pirma lyga | 1.         | [ 15 ]         |
| 2025 | 1.       | A lyga     | .          | [ 16 ]         |

## Đội hình hiện tại
Tính đến 03-07-2025
Ghi chú: Quốc kỳ chỉ đội tuyển quốc gia được xác định rõ trong điều lệ tư cách FIFA. Các cầu thủ có thể giữ hơn một quốc tịch ngoài FIFA.
| Số | VT | Quốc gia  | Cầu thủ                |
| -- | -- | --------- | ---------------------- |
| 2  | HV | Litva     | Nojus Stankevičius     |
| 4  | HV | Thụy Điển | Niclas Håkansson       |
| 5  | HV | Litva     | Milanas Rutkovskis     |
| 7  | TV | Đức       | Leif Estevez           |
| 8  | TV | Litva     | Armandas Šveistrys     |
| 9  | TĐ | Litva     | Meinardas Mikulėnas    |
| 10 | TV | Litva     | Simas Civilka          |
| 11 | TV | Litva     | Andrius Kaulinis       |
| 13 | HV | Litva     | Gustas Gumbaravičius   |
| 17 | TV | Litva     | Deimantas Rimpa        |
| 18 | TV | Áo        | Benjamin Mulahalilovic |

| Số | VT | Quốc gia | Cầu thủ             |
| -- | -- | -------- | ------------------- |
| 19 | TV | Litva    | Rokas Stanulevičius |
| 22 | TV | Pháp     | Axel Galita         |
| 24 | TV | Litva    | Jonas Usavičius     |
| 30 | TV | Litva    | Karolis Šutovičius  |
| 37 | TM | Litva    | Artiom Šankin       |
| 44 | HV | Litva    | Kajus Stankevičius  |
| 77 | TĐ | Litva    | Ernestas Zdanovič   |
| 80 | HV | Litva    | Matas Latvys        |
| 92 | TM | Litva    | Kajus Andraikėnas   |